# Šentanel
Šentanel este o localitate din comuna Prevalje, Slovenia, cu o populație de 300 de locuitori.